# Xã Butman, Michigan
Xã Butman (tiếng Anh: Butman Township) là một xã thuộc quận Gladwin, tiểu bang Michigan, Hoa Kỳ. Năm 2010, dân số của xã này là 1.999 người.